# DSM (기업)
DSM은 1902년 설립되어 건강, 영양 및 자재 분야에서 활동하는 네덜란드의 다국적 기업이다. 네덜란드 헤를렌에 본사를 두고 있으며, 현재 약 50여개국, 200여곳의 도시에 진출해 있다. 세계 최초로 비타민 C 원료를 개발, 세계 최대 영국산 비타민 C 생산자이다.

## 역사
- 1902년 네덜란드 국영탄광 설립
- 1996년 민영화
- 2002년 석유화학 관련 사업을 사빅에 매각함.

## 영양 성분 브랜드
DSM이 생산 중인 영양 성분으로는 다음을 포함한 다수의 브랜드가 있다.
- Quali®-C: 영국산 비타민 C
- life’sDHA®: 최초의 식물성 오메가3
- MEG-3™: 소형어종 추출 오메가3
- FloraGLO®: 세계 최초의 루테인 브랜드

## 공식 사이트
- 블로그
- 유튜브
- 홈페이지